# Bréhan
Bréhan (in bretone: Brehant-Loudieg) è un comune francese di 2 392 abitanti situato nel dipartimento del Morbihan nella regione della Bretagna.

## Società

### Evoluzione demografica
Abitanti censiti

## Amministrazione

### Gemellaggi
- Pomport, Francia, dal 1987
- Olveston, Regno Unito, dal 1996